# しなこいっ
『しなこいっ』または『竹刀短し恋せよ乙女』（しないみじかしこいせよおとめ）は、黒神遊夜・原作、神崎かるな・作画の漫画作品。

## 沿革
『月刊コミックラッシュ』（ジャイブ）にて2008年2月号にて「しなこいっ -竹刀短し恋せよ乙女-」の読み切りを掲載後、設定等を仕切りなおし同誌2008年7月号より「しなこいっ」のタイトルで連載開始。「しなこいっ」のタイトルは「竹刀短し恋せよ乙女」の略。なお、読み切り版と連載版では設定に差異が有りプロトタイプ的な扱いになっている。
掲載誌の『月刊コミックラッシュ』が2011年3月号を以て紙媒体での発行を終了し、ウェブコミック配信サイト・電子書籍での発行を継続することになった。この際に打ち切りが決まり、作者のブログにおいて『コミックラッシュ』における連載終了が発表され、現在はストーリーが完結していない状態となっていた。同ブログでは、再開に向けて努力中としていたが、『月刊少年エース』（角川書店）2011年8月号より「竹刀短し恋せよ乙女」とタイトルを改題し連載を開始すると発表された。
なお、ストーリーは『月刊コミックラッシュ』の連載第31話から直接のストーリーは接続するも『しなこいっ』は前日談として、『竹刀短し恋せよ乙女』の第1話として新規読者に配慮する形でスタート。なお、『月刊コミックラッシュ』で連載された「しなこいっ」は角川書店により『しなこいっ【完全版】』として刊行予定と連載開始号にて発表され、2011年11月26日に『しなこいっ完全版上巻』が、2011年12月26日に『しなこいっ完全版下巻』および『竹刀短し恋せよ乙女』第1巻が発売された。完全版には読切時代の『竹刀短し恋せよ乙女』と『屋上読書同盟』も収録されている。
『竹刀短し恋せよ乙女』は月刊少年エース2013年7月号にて連載終了し、2013年6月26日に最終巻である第3巻が発売され完結した。
次回作である『武装少女マキャヴェリズム』とは世界観を共有しており、本作から1〜2年後が舞台となっている他、継続して幾人かのキャラクターが登場している。

## ストーリー
榊龍之介の母で剣道場の師範であった辰子は、龍之介が幼少の折に〈雷の化身〉鳴神寅の秘太刀「雲耀」で一撃の下に倒され、視覚障害の後遺症により事故に遭い、帰らぬ人となった。それから時は流れ、龍之介は辰子の兄弟子であった北河和巳を従えて日本各地を転戦しながら修行を積む。2人の次の目的地は名古屋。一方、寅の腹心であった藤林祥乃は龍之介を抹殺すべく2人の追跡を続けていた。
その頃、龍之介一行の目的地である猪口道場では中学時代に愛知県代表として全国大会に出場した経験を持つ雑賀が短剣道の使い手で〈跳ね馬サクラ〉の二つ名を持つ遠山桜と対戦していた。

## 登場人物
※キャストはドラマCD版のもの。

### 遠山陣営
遠山 桜（とおやま さくら）
声 - 小清水亜美
本作の主人公の一人。
猪口道場門下生で、短剣道の使い手である女子高生。学年は1年。ピンクの長髪と青い眼、両耳脇に結われた大きな白いリボンが特徴。
性格は明朗活発、独自の閃きを見せる天才肌の持ち主。普段は一般的な女子高生と変わらないが、戦闘時には「失礼だよ！」と啖呵を切り一気にスイッチが入る。
祖父、遠山荒馬譲りの超人的な脚力と瞬発力を持ち、跳びかかる様に間合いを一瞬で詰めることから〈跳ね馬サクラ〉の二つ名を持つ。接近戦では短剣道の制体技とコマンドサンボを組み合わせた関節技を用いる。その実力は師範である猪口が恐れを為すほどである。
先代「六番」であった荒馬の後を継ぐ次期「六番」候補であるが、その事実は本人には知らされていない。ちなみに中日ドラゴンズファン。
本作のドラマCD化に先立ち、掲載誌の創刊5周年を記念して製作された同誌連載作品「学園革命伝ミツルギ」（原作：河田雄志・作画：行徒）のドラマCDに特別出演していた。
榊 龍之介（さかき りゅうのすけ）
声 - 小野大輔
本作の主人公の一人。
黒髪と色素の薄い緋色の眼を持つ青年。普段は眼を守るサングラスと襟の立った黒コートを着ている。年齢は桜の一つ上。
番号持ちの一人で、持ち番号は「四番」。先々代「二番」であった榊辰子の息子であり、彼女の秘太刀「雲耀（ウンヨウ）」の継承者である。
重心を動かさず滑るように移動する雲耀【疾風（しっぷう）】の使い手であり、示現流の構え「蜻蛉」より繰り出される必殺の一撃を持つ。
幼少の折、剣道場の師範であった母・辰子の視力を奪った（後にそれが原因で辰子は命を落としている）鳴神を打倒すべく、兄弟子・北河と日本各地を転戦しながら修行を積んでいる流浪の剣士。その実力は広く知れ渡り、恐れられている。

北河 和巳（きたがわ かずみ）
声 - 石田彰
辰子の愛弟子で、龍之介にとっては兄弟子に当たる青年。ポニーテールの様に結った腰まで伸びる銀髪と白コート、背中に背負ったコントラバスケースが特徴。
番号持ちの一人で、持ち番号は「五番」。三つの仲結がある（通常の竹刀は一つ）長竹刀オロチを自在に操り、「結界」と称される凄まじく広い制空権を持つ。
龍之介と共に日本各地を転戦しながら修行を積み、〈龍に付き従いし大蛇〉の二つ名で恐れられている。「雲耀」を破る秘策を編み出し、悲願である鳴神打倒に自信を覗かせている。
猪口 安吾（いのぐち あんご）
声 - 速水奨
猪口道場師範で、桜の師匠。桜からは「師範（せんせい）」と呼ばれ慕われている。龍之介の道場破りに遭い、勝負を挑まれ接戦の末に敗北。
老齢だが、高身長で非常に筋肉質の体型で、頬や全身に傷のある厳つい風貌であるため男性に見えるが、実は女性。普段は女性としての嗜みを忘れぬように、また力を抑える為の拘束具としてブラジャーを着用している。本気で戦う場面では、背面のフックが胸筋の圧力によって千切れて、胸部が露になってしまうが本人はあまり気にしない。若いころは桜のような長髪の少女剣士であった。
番号持ちの一人で、持ち番号は「十一番(予備番)」。十一番は番号持ちの欠員補充員であり、桜の代わりに六番も兼任している。柳生新陰流の使い手であり、五十年に及ぶ鍛錬で磨き上げられた肉体から強烈な連打を繰り出し相手を打ちのめす。このことから〈ヌタバ（沼田場）の猪口〉の異名を持つ。
遠山 吹雪（とおやま ふぶき）
声 - 井口裕香
桜の実の母親で、富士日大学病院の医師を務める。「跳ね馬」の才能の無い一般人であるが柔道有段者で、桜に制体技を仕込んだのは彼女である。
髪は桜よりも暗めの紫色のショートカットでカチューシャを着用。胸が開いたセクシーな服を常に着ている。桜よりも背が低く風貌も若いため、よく桜の姉や妹に間違われる。
怪我人の処置が終わったあと、手をピースサインする癖がある。周囲は怪我が大したものではなかったと捉えて安心するのだが、実際は「全治2ヶ月!」などと、その後の処遇について話す。

### 鳴神陣営
鳴神 虎春（なるかみ こはる）
声 - 水樹奈々
榊辰子を死に至らしめた秘太刀「雲耀」の後継者であった鳴神寅の娘。母親譲りの金髪のボブカットと瞳孔の開いた鋭い赤眼が特徴。
番号持ちの一人で、持ち番号は「二番」。「もう一つの雲耀」とされる雲耀【迅雷（じんらい）】の使い手であり、薬丸自顕流の「右蜻蛉」から一撃必殺の斬撃を放つ。
寅は数年前、不慮の事故により死亡したとされているが「雲耀」は虎春が継承し、〈雷神〉の二つ名で恐れられている。その目的は謎に包まれているが日本国外へ渡り、さる古城の至宝である鉄の処女を強奪すべく襲撃を行っている。
藤林 祥乃（ふじばやし ゆきの）
声 - 能登麻美子
虎春に影のように付き従う鳴神家のエージェント。紫がかった長髪を結い纏め、執事のような黒スーツに身を包む。
番号持ちの一人で、持ち番号は「七番」。飛びクナイやワイヤー、仕込み刃など多種多様な暗器を使う暗殺者であり、〈番号持ち狩り〉の異名をとる。本人は忍者を自称しており、口癖は「私…経済的な忍者ですので…」。
また、秘薬によるドーピングを施すことにより超人的な身体能力も手に入れている。このため「番号持ち」としての評価は低い。
国外にいる虎春の命を受け、場合によっては抹殺も辞さずの覚悟で龍之介一行を追跡している。
エマヌエル・クレーメンス・ローゼ
声 - 徳永愛
虎春に仕えるメイド、一人称はボク。名はドラマCDで初登場。愛称はエマ。女装少年。使用する武器はトンファー。
佐東 鯨（さとう くじら）
番号持ちの一人で、持ち番号は「九番」。欠員となった「九番」に補充された日本人形のような黒髪の長髪を持つ少女。
古風な喋り方をし、「痴れ者が！」が口癖。相棒の乱歩とは数年来の付き合い。
合気道の制体技と合気の動きから繰り出される特殊警棒を用いた「無拍子突き」が得意技。
面木 乱歩（つらき らんぽ）
番号持ちの一人で、持ち番号は「十番」。欠員となった「十番」に補充された長身の男性。
飄々とした性格で、常に女言葉で話す。相棒の鯨とは数年来の付き合い。
先天的に身体能力の活動限界を意識的に解除する「リミットカット（限界突破）」の持ち主であり、常人離れした怪力と痛覚を麻痺させた肉体を持つ。ただし弊害として反射能力を失っている為、「番号持ち」として致命的な欠陥も併せ持つ。

### 愛和高校の人々
井端 玲子（いばた れいこ）
声 - 戸松遥
桜の級友。ちょっとおバカ。街中で龍之介を見かけて思わず、回転しながら携帯電話で写真を撮る。
八雲 美子（やくも みこ）
声 - 斎藤桃子
桜の級友。常識人。愛称はミーコ。頭の両脇をリボンで結っている。
雑賀（さいか）
中学時代に全国大会出場経験を持つ剣士。剣道部員で、猪口道場の門下生でもある草壁の紹介で猪口道場の門を叩くが桜との練習試合で惨敗を喫してしまう。
草壁（くさかべ）
雑賀を道場に連れてきたメガネ君。

## 番号持ち
| 番号   | 氏名        | 先代      | 備考     |
| ------ | ----------- | --------- | -------- |
| 一番   | 鳴神 忠勝   |           | 永久欠番 |
| 二番   | 鳴神 虎春   | 鳴神 寅   |          |
| 三番   | 因幡 月夜   | 因幡 紅月 |          |
| 四番   | 榊 龍之介   |           |          |
| 五番   | 北河 和巳   |           |          |
| 六番   | 遠山 桜     | 遠山 荒馬 | 仮       |
| 七番   | 藤林 祥乃   |           |          |
| 八番   | 八寝間 齊天 |           |          |
| 九番   | 佐東 鯨     |           |          |
| 十番   | 面木 乱歩   |           |          |
| 予備番 | 猪口 安吾   |           |          |

## 書籍情報

### しなこいっ
単行本版
レーベルはCRコミックス（JIVE）、全4巻。
1. 2009年1月7日初版発行 ISBN 9784861766169
2. 2009年9月4日初版発行 ISBN 9784861767074
3. 2010年4月30日初版発行 ISBN 9784861767654
4. 2011年1月7日初版発行 ISBN 9784861768149

完全版
レーベルは角川コミックス・エース（角川書店発行、角川グループパブリッシング販売）、全2巻
1. 完全版 しなこいっ (上) 2011年11月26日初版発行 ISBN 978-4-04-715800-9
2. 完全版 しなこいっ (下) 2011年12月26日初版発行 ISBN 978-4-04-120018-6

### 竹刀短し恋せよ乙女
単行本版
レーベルは角川コミックス・エース（角川書店発行、角川グループパブリッシング販売）、全3巻
1. 2011年12月26日初版発行 ISBN 978-4-04-120070-4
2. 2012年10月26日初版発行 ISBN 978-4-04-120455-9
3. 2013年6月26日初版発行 ISBN 978-4-04-120704-8

## ドラマCD
『ドラマCD しなこいっ』、2010年4月30日にタブリエ・コミュニケーションズ株式会社から発売・販売された。ドラマ部分約30分。
コミックス(1)、(2)を原作の黒神先生自らドラマCD用に再構成。桜と虎春の出会いのシーンや、虎春のドイツでの動きなど原作では描かれていないエピソードが随所に盛り込まれた特別版。

### 収録内容
1. OPテーマ「桜花繚乱」
歌：遠山桜（CV：小清水亜美） / 作詞：RUCCA / 作・編曲：藤田淳平
2. ～プロローグ～ 初めまして
3. 跳ね馬と呼ばれる少女
4. 龍神と呼ばれる少年
5. ～エピローグ～ いずれまた
6. EDテーマ「Heaven in the Hell」
歌：鳴神虎春（CV：水樹奈々） / 作詞：RUCCA / 作・編曲：藤間仁

### 声の出演
- 小清水亜美（遠山桜 役）
- 水樹奈々（鳴神虎春 役）
- 小野大輔（榊龍之介 役）
- 石田彰（北河和巳 役）
- 速水奨（猪口安吾 役）
- 能登麻美子（藤林祥乃 役）
- 井口裕香（遠山吹雪 役）
- 戸松遥（井端玲子 役）
- 斎藤桃子（八雲美子 役）
- 徳永愛（エマ 役）
- 飯島肇（ナレーション）